# Бошкари
Бошкари (хрв. Boškari, итал. Boscari) су насељено место у општини Светвинченат, Истарска жупанија, Хрватска.

## Историја
До територијалне реорганизације у Хрватској били су у саставу старе општине Пула.

## Становништво
У попису становништва из 2011. године, Бошкари су имали 33 становника.
| Број становника према пописима | Број становника према пописима | Број становника према пописима | Број становника према пописима | Број становника према пописима | Број становника према пописима | Број становника према пописима | Број становника према пописима | Број становника према пописима | Број становника према пописима | Број становника према пописима | Број становника према пописима | Број становника према пописима | Број становника према пописима | Број становника према пописима | Број становника према пописима |
| ------------------------------ | ------------------------------ | ------------------------------ | ------------------------------ | ------------------------------ | ------------------------------ | ------------------------------ | ------------------------------ | ------------------------------ | ------------------------------ | ------------------------------ | ------------------------------ | ------------------------------ | ------------------------------ | ------------------------------ | ------------------------------ |
| 1857                           | 1869                           | 1880                           | 1890                           | 1900                           | 1910                           | 1921                           | 1931                           | 1948                           | 1953                           | 1961                           | 1971                           | 1981                           | 1991                           | 2001                           | 2011                           |
| 0                              | 0                              | 47                             | 54                             | 52                             | 72                             | 0                              | 0                              | 57                             | 62                             | 60                             | 53                             | 50                             | 44                             | 45                             | 33                             |

Напомена: Године 1857, 1869. и 1931. подаци су садржани у насељу Штоковци, а 1921 у насељу Режанци.